# Кіррберг (Гомбург)

Кіррберґ (нім. Kirrberg) — район німецького міста Гомбурґа у федеральній землі Саарланд, знаходиться на сході міста.
У листопаді 2007 року населення Кіррберґа становило 3 053 людини.

## Історія
23 квітня 1949 року Кіррберґ був приєднаний до федеральної землі Саарланд. 
У 1974 році Кіррберґ приєднався до Гомбурґу. З тих пір Кіррберґ є районом Гомбурґа.